# SEK Budapest International School
A SEK Budapest International School (magyar nevén: SEK Budapest Nemzetközi Óvoda, Általános Iskola és Gimnázium) magániskola Budapesten, a SEK-International Education Systems iskolacsalád tagja. Tanulói több, mint 30 országból érkeznek. Az intézmény 1997-ben nyílt meg, igazgatója Gulyás Eszter. 2005 óta International Baccalaureate-iskola.

## Történet
1997-ben alapították az iskolát, 2006 óta az SEK-International Education Systems iskolacsalád részeként működik. Három éves kortól nyolcadik osztályig az iskola tanterve főként a magyar nemzeti tanterven alapul, amit követően az iskola tanulóinak van lehetősége az International Baccalaureate diploma programján részt venni. Három tanítási nyelvű iskola.

## Campus
Az iskola campusa Lipótmezőn található, a II. kerületben.

## Vezetőség
Az iskola vezetőségéhez az alábbi személyek tartoznak
- Gulyás Eszter, igazgató
- Szabó Mátyás, igazgatóhelyettes
- Philippa Dewar, igazgatóhelyettes
- Szakál Szilvia, óvodaigazgató
- Kis Gréta, felvételi menedzser
- Paulovics Dalma, marketingigazgató